# Han Kuo-yu

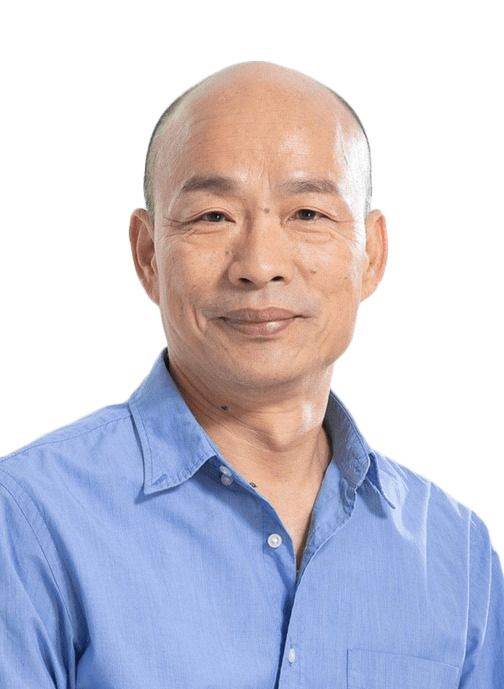
Han Kuo-yu, 2019

Han Kuo-yu (chinesisch 韓國瑜, Pinyin Hán Guóyú; * 17. Juni 1957 in Zhonghe (Landkreis Taipeh, heute Neu-Taipeh)) ist ein taiwanischer Politiker der Kuomintang und seit dem 1. Februar 2024 Präsident des Legislativ-Yuans, des taiwanischen Parlaments. Zuvor war er von 2018 bis 2020 Bürgermeister der Stadt Kaohsiung und Kandidat seiner Partei bei der Präsidentenwahl 2020.

## Akademische und frühe berufliche Laufbahn
Han studierte zunächst an der Militärakademie von Taiwan, dann englische Sprache und Literatur an der Soochow-Universität und erwarb einen Mastertitel im Fach Recht am Institut für Ostasienwissenschaften der Chengchi-Nationaluniversität. Vor seinem Einstieg in die Politik übte Han Lehrtätigkeiten an verschiedenen Bildungsinstitutionen aus.

## Politische Laufbahn
Hans politische Laufbahn begann als Abgeordneter seines Heimatorts Zhonghe im Kreisrat des Landkreises Taipeh, dem er von 1990 bis 1994 angehörte. Ende 1992 wurde er als Abgeordneter in das taiwanische Parlament (den Legislativ-Yuan) gewählt und gehörte diesem bis 2002 an. Danach zog sich Han zwischenzeitlich aus der Politik zurück und fungierte von 2013 bis 2017 als Generalmanager der Taipei Agricultural Products Marketing Corporation. Im Januar 2017 gab Han diesen Posten auf, um sich um das Amt des Parteivorsitzenden der Kuomintang zu bewerben, unterlag jedoch dem Wahlsieger Wu Den-yih.
Han widmete sich nun der Lokalpolitik, wurde zum Geschäftsführer der Kuomintang in Kaohsiung bestimmt und als solcher zum Kandidaten der Partei bei der Kaohsiunger Bürgermeisterwahl 2018 gewählt. In der seit zwei Jahrzehnten von der DPP regierten Stadt trat Han die Wahl als Außenseiter an, erreichte jedoch binnen kurzer Zeit mit großer medialer Unterstützung, die ihn landesweit berühmt machte und eine sogenannte „Han-Welle“ auslöste, beachtliche Popularität und konnte die Wahl am 24. November 2018 mit 53,86 % der Stimmen für sich entscheiden. Er trat das Amt des Bürgermeisters am 25. Dezember desselben Jahres an.
Bei einer Reise nach China im März 2019 bekräftigte Han seine Anerkennung des sogenannten Konsens von 1992 und erfüllte damit eine ständig im Raum stehende Forderung Chinas an taiwanische Politiker aller Parteien und Ämter – eine Forderung, die unter anderem von der DPP, aber auch nach Meinungsumfragen von der Mehrheit der taiwanischen Bevölkerung abgelehnt wird. Dies brachte Han den Ruf eines „china-freundlichen“ Politikers ein. Auf der anderen Seite erklärte Han wiederholt, die Formel Ein Land, zwei Systeme, die für Hongkong und Macau gilt, für Taiwan entschieden abzulehnen.
Hans überraschender Wahlsieg in Kaohsiung und seine damit einhergehende mediale Präsenz und Popularität machten ihn innerhalb seiner Partei zum Favoriten bei der Kandidatenwahl im Hinblick auf die taiwanische Präsidentenwahl im Januar 2020. Bei der innerparteilichen Umfrage vom 8. bis 14. Juli 2019 konnte sich Han Kuo-yu mit 44,8 % der Stimmen gegen seine Mitbewerber durchsetzen und wurde am 15. Juli offiziell zum Präsidentschaftskandidaten der Kuomintang bestimmt. Bei der Präsidentenwahl im folgenden Jahr erhielt Han 38,61 % der Stimmen und musste sich damit der Amtsinhaberin Tsai Ing-wen (DPP, 57,13 %) geschlagen geben.
Währenddessen formierten sich in Kaohsiung Bürgerbewegungen mit dem Ziel, die Amtsenthebung Hans als Bürgermeister zu erzwingen. Die Unterstützer der Bewegung, darunter die Gruppe WeCare Kaohsiung, argumentierten unter anderem, Han habe die Bürger der Stadt betrogen, indem er sich wenige Monate nach seiner Wahl zum Bürgermeister beurlauben ließ, um als Kandidat bei der Präsidentschaftswahl anzutreten. Nachdem die notwendigen Unterschriften gesammelt waren, erfolgte am 6. Juni 2020 die Abstimmung über die Amtsenthebung. An der Abstimmung beteiligten sich 42,14 % der Wahlberechtigten, von denen 97,4 % für die Amtsenthebung stimmten. Das geforderte Zustimmungsquorum von 25 % der Wahlberechtigten wurde damit erreicht. Es war das erste Mal in der Geschichte Taiwans, dass ein Politiker auf diese Weise abgewählt wurde. Hans Rücktritt erfolgte am 12. Juni 2020.
Nach der Wahl des Legislativ-Yuans am 13. Januar 2024, bei dem die Kuomintang zur stärksten Partei im Parlament wurde, wurde Han am 1. Februar 2024 zum Parlamentspräsidenten gewählt. Im ersten Wahlgang erhielt er 54 Stimmen (52 KMT und 2 Unabhängige) und im zweiten Wahlgang erreichte er die Mehrheit gegenüber seinem Konkurrenten You Si-kun (DPP, 51 Stimmen) dadurch, dass sich die acht Abgeordneten der Taiwanischen Volkspartei (TPP) der Stimme enthielten.